# Placodidus tuberculatus
Placodidus tuberculatus är en skalbaggsart som beskrevs av Jan Krikken 1976. Placodidus tuberculatus ingår i släktet Placodidus och familjen Cetoniidae. Inga underarter finns listade i Catalogue of Life.